# Prix du président pour la jeunesse
Le prix du président pour la jeunesse est décerné aux jeunes talentueux citoyens de la république d'Azerbaïdjan qui se distinguent dans les domaines de la science, de l'éducation et de la culture.

## Histoire
Le prix a été créé par décret du président de la république d'Azerbaïdjan du 28 juin 2019. Le prix consiste en une récompense monétaire de 10 000 manats azerbaïdjanais, un diplôme, un insigne et un certificat de cet insigne.